# Richard Strauss
Richard Strauss (født 11. juni 1864 i München, død 8. september 1949 i Garmisch-Partenkirchen) var en  tysk komponist og dirigent.
Hans mest populære orkesterværker er Also sprach Zarathustra og variationerne over Don Quixote. Har også skrevet
to ungdomssymfonier og ti symfoniske digtninge som Ein Heldenleben, Tod und Verklärung, Till Eulenspiegel opus 28 fra 1895 og Don Juan. 
15 operaer som Salome (opera), Elektra, Rosenkavaleren fra 1911, Ariadne på Naxos, Die Frau ohne Schatten og Arabella. 
Balletterne: Josephslegende og Schlagobers samt ca. 200 sange som 
Vier letzte Lieder først udgivet i 1948.

## Værk

### Symfoniske digte
- Macbeth (1888/90)
- Don Juan (1889)
- Tod und Verklärung (1891)
- Till Eulenspiegels lustige Streiche (1895)
- Also sprach Zarathustra (1896)
- Don Quixote (1898)
- Ein Heldenleben (1899)
- Symphonia domestica (1904)
- Eine Alpensinfonie (1915)

### Andre orkesterværker
- Symfoni d-mol (1880)
- Symfoni f-mol, op. 12 (1883)
- Burlesk for klaver og orkester, d-mol (1890)
- To klaverkoncerter
- Festligt præludium, op. 61 for stort orkester og orgel til åbningen af Wiener Konzerthaus (1919)
- Japansk festmusik
- To hornkoncerter
- Koncert for obo og lille orkester D-dur (1945)
- Duet-Concertino for klarinet, fagot og orkester
- Festmusik, lejlighedskompositioner, fanfarer, suiter
- Orkestersuiter
- "Filmmusik" til filmudgaven af Rosenkavaleren (1925)
- Symfoni for blæsere (1944)

### Operaer
- Guntram (1894)
- Feuersnot (1901)
- Salome (1905)
- Elektra (1909)
- Rosenkavaleren (Der Rosenkavalier) (1911)
- Ariadne på Naxos (Ariadne auf Naxos) (1912/16)
- Kvinden uden skygge (Die Frau ohne Schatten) (1919)
- Intermezzo (1924)
- Die ägyptische Helena (1933)
- Arabella (1933)
- Den stilfærdige kone (Die schweigsame Frau) (1935)
- Fredsdagen (Friedenstag) (1938)
- Daphne (1938)
- Die Liebe der Danae (1940, uropført 1952)
- Capriccio (1942)

### Balletmusik
- Josephslegende (1914)
- Schlagobers (1924)

### Andre værker i udvalg
- Klaver- og orkesterlieder
- Kammermusik
- Klaviermusik
- Metamorphoser for 23 solostrygere (1945)
- Vier letzte Lieder

### A cappella kor
- Der Abend
- An den Baum Daphne
- Deutsche Motette
- Die Göttin im Putzzimmer
- Männerchöre